# Kunskapsbildning
Kunskapsbildning  är en term som på ett allmänt plan fångar de processer som skapar och förmedlar kunskap. Tyngdpunkten varierar när forskningsverksamhet, utbildning och det erfarenhetsbaserade bidrar till ny kunskap och kompetens. Både vetenskaplig och estetisk/konstnärlig form samspelar när kunskapsbildningen blir framgångsrik. Akademin har en specifik roll att både delta i samspel med andra aktörer i samhället och reflektera över och utveckla kunskapsbildningens form och innehåll. Öppen vetenskap (open science) är en internationell term som fångar ambitionen att öka kunskapsbildningens kvalitet och genomslag genom öppen tillgång till den bästa kunskapen, säker data och samskapande i kunskapsbildningen mellan medborgare och akademi.
Begreppet kan i en tillämpad betydelse handla om att förstå, ta tillvara och utveckla det kunnande som olika yrkespraktiker utvecklar i sitt vardagsarbete (ibland kallat tyst kunskap då det är abstrakt och svårt att definiera) och detta i kontrast till vetenskaplighet och det moderna samhällets syn på kunskap.
Inom olika vetenskapstraditioner (naturvetenskap, teknik, samhällsvetenskap etc) finns olika kunskapsbildningsprocesser.
I avhandlingen "Lärares arbete och kunskapsbildning – Utmaningar och inviter i den vardagliga praktiken" beskrivs att "Kunskapsbildningen uppstår således när de [lärarna] arbetar. Lärarna måste lära sig för att klara jobbet".